# Monastero di Santa Maria in Valle Rotana
Il monastero di Santa Maria in Valle Rotana è un monastero in rovina in località Badia nel comune italiano di Schiavi di Abruzzo in provincia di Chieti.

## Storia
La costruzione risale all'XI secolo dovuta a Giovanni seniore dei conti di Pietrabbondante. In seguito fu accorpata all'abbazia di Santa Maria della Noce, oggi scomparsa, sita presso Belmonte del Sannio. Successivamente è menzionata in diplomi imperiali degli anni 1028 e 1037 e nelle bolle pontificie 1057, 1058 e 1059. 
Nel 1257, come attesta un'iscrizione, fu ricostruito da Oderisio di Sangro. L'ultima menzione della chiesa è riscontrata in una pergamena datata 17 aprile 1539 quando viene riconosciuto l'esercizio dello ius patronatus per i feudatari Caracciolo di San Buono.
Oggi l'area è occupata dalla chiesa di Santa Maria delle Grazie in Badia. 

## Descrizione
I pochi resti di mura rimasti dell'ex monastero sono in pessimo stato di conservazione. Rimangono dei frammenti lapidei conservati nella chiesa di Santa Maria in Badia. Questa chiesa ricalca le fattezze dell'antica chiesa del monastero, a pianta rettangolare con tetto a capanna spiovente, piccolo campanile a vela e portale di ingresso arco a tutto sesto.